# Francisco Juncá y Carol
Juan Francisco Feliu Juncá y Carol, en catalán: Francesc Juncà i Querol, (Sabadell, 28 de noviembre de 1742 - Gerona, 19 de junio de 1833) fue un religioso, compositor y maestro de capilla español.

## Vida
Juncá nació en Sabadell, el 28 de noviembre de 1742. Hubo otros músicos con el apellido de Juncá que pudieron ser familia o incluso hermanos de Francisco Juncá. Así, por ejemplo, Benito Juncá, del que solo se sabe que en 1796 era organista de Santa María del Mar, y Melchor Juncá, maestro de capilla de la Catedral de Tarragona en 1793. Francisco Juncá se formó musicalmente en la Escolanía de Montserrat. Llegó a ser brevemente segundo maestro de capilla de la basílica de Santa María del Mar en Barcelona.
En 1769 opositó a los magisterios de Las Descalzas Reales de Madrid y de la Catedral de Málaga, pero sin éxito en ambos casos. En cambio ganó las oposiciones de maestro de capilla de la Catedral de Gerona que se habían convocado tras el fallecimiento de maestro Manuel Gonima, siendo nombrado el 3 de enero de 1773. En Gerona tuvo como alumno al organista Josep Pons. Su magisterio en Gerona no estuvo exento de dificultades: Juncá se encontró una capilla envejecida e incapaz de afrontar con profesionalidad sus servicios musicales.
El 16 de diciembre de 1780 consiguió la plaza de maestro de capilla de la Catedral de Toledo, catedral primada de España, uno de los cargos más prestigiosos del país. El cargo había quedado vacante tras el fallecimiento del maestro Juan Rossell, también catalán, como Juncá. Permaneció en el puesto hasta su jubilación, en 1792.
Tras su jubilación, por real orden fue nombrado canónigo y comisario de música de Gerona, donde se dedicó a la ordenación y restauración de los libros de canto. Permaneció en la ciudad hasta su fallecimiento el 19 de junio de 1833. Dejó su herencia al Hospital y Casa de Beneficencia, con cuyo dinero se financiaron las obras de construcción del Hospital del Taulí.

## Obra
Su producción musical, litúrgica y religiosa en romance y latín está formada básicamente por motetes, salmos, misas y oratorios. Los manuscritos están repartidos en los archivos de las catedrales de Gerona y Toledo, los monasterios de El Escorial y Guadalupe, la biblioteca del Palacio Real Mayor y la Biblioteca de Cataluña.